# Jimma
Jimma város Etiópiában, Oromia szövetségi állam területén, az egykori Kaffa tartomány székhelye.

## Elhelyezkedés
Addisz-Abebától 250 km-re délnyugatra fekszik az Awetu folyó partján. Tengerszint feletti magassága 1720 m.

## Történet
Északi városrésze, Jiren a 19. századig a legnagyobb oromo királyság székhelye volt. Jimma eredeti neve Himata, és a 19. század végén vált jelentős karavánállomássá Kaffa és Shewa tartományok kereskedelmében.
A jelenlegi várost az 1930-as években olasz telepesek építették. Az Etióp Ortodox Egyház hatalmának ellensúlyozására iszlám jogi akadémiát alapítottak itt.
1974 áprilisában erőszakos összetűzések színhelye volt Jimma, amikor a helyi parasztság megszervezésére törekvő radikális diákok a földbirtokosok által irányított rendőrséggel kerültek szembe. A diákok több földbirtokost, gazdag parasztokat és rendőröket tartóztattak le, de a központi kormány, a Derg által kiküldött delegáció a rendőrség oldalára állt. Végül 24 diák vesztette életét, sokakat letartóztattak és az iszlám akadémiát is bezárták.
Az etióp forradalom utolsó napjaiban, 1991 májusában a várost elfoglalta a marxista kormány ellen harcoló Etióp Népi Felszabadító Demokrata Front.
2006. december 13-án a kormány bejelentette, hogy az Afrikai Fejlesztési Bank 98 millió dollárral járul hozzá a Jimmát Mizan Teferivel összekötő 227 km-es burkolt út kiépítéséhez, mely a költségek 64%-ának fedezetére elég.

## Népesség
Jimma népessége a 2007-es népszámlálási adatok alapján 120.600 fő, ebből 60.590 férfi (50,2%) és 60.010 nő (49,8%). 1994-ben a város lakossága 88.867 fő volt, vagyis 2007-ig átlagosan évi 2,4%-kal növekedett.

## Látnivalók
- Jimma Egyetem. 1999-ben hozták létre a mezőgazdasági főiskola és az egészségügyi intézet összevonásával.
- Jimma Kutatóközpont: 1968-ban alapították, az Etióp Mezőgazdasági Kutatóintézet működteti. Elsősorban a kávé és fűszernövények terméshozamának növelésével foglalkozik.
- repülőtér: az 1703 m magasan fekvő Aba Segud repülőtér belföldi járatokat fogad.
- Abba Jiffar palotája
- múzeum
- piacok

## Fordítás
- Ez a szócikk részben vagy egészben  a   Jimma című angol Wikipédia-szócikk fordításán alapul.  Az eredeti cikk szerkesztőit annak laptörténete sorolja fel. Ez a jelzés csupán a megfogalmazás eredetét és a szerzői jogokat jelzi, nem szolgál a cikkben szereplő információk forrásmegjelöléseként.